# Dave Lapham (giocatore di football americano)
Dave Lapham (Melrose, 24 giugno 1952) è un ex giocatore di football americano statunitense che ha militato nel ruolo di offensive lineman nella National Football League (NFL) e nella United States Football League (USFL).

## Carriera
Lapham fu scelto dai Cincinnati Bengals nel corso del Draft NFL 1974. Vi giocò fino al 1983 e diede un contributo chiave alla squadra che raggiunse il Super Bowl nel 1981, perso contro i San Francisco 49ers. Nel 1984 firmò un contratto di dieci anni con Donald Trump, proprietario di maggioranza dei New Jersey Generals della USFL. Lapham la definì "... una decisione di affari per la mia famiglia." Anche il linebacker Jim LeClair, suo compagno di squadra ai Bengals, firmò con i Generals. La lega si sciolse dopo la stagione 1985.

## Palmarès

### Franchigia
- American Football Conference Championship: 1

Cincinnati Bengals: 1981